# La Presa, Querétaro Arteaga
La Presa är en ort i Mexiko.   Den ligger i kommunen Cadereyta de Montes och delstaten Querétaro Arteaga, i den sydöstra delen av landet, 140 km norr om huvudstaden Mexico City. La Presa ligger 1 758 meter över havet och antalet invånare är 109.
Terrängen runt La Presa är huvudsakligen kuperad, men söderut är den platt. Runt La Presa är det ganska tätbefolkat, med 60 invånare per kvadratkilometer. Närmaste större samhälle är Cadereyta de Montes, 19,2 km väster om La Presa. Trakten runt La Presa består i huvudsak av gräsmarker.